# DT-20
Der DT-20 (russisch ДТ-20) ist ein sowjetischer Traktor, der ab 1958 im Charkowski Traktorny Sawod gefertigt wurde. Insgesamt entstanden knapp 250.000 Exemplare des Fahrzeugs.

## Fahrzeuggeschichte

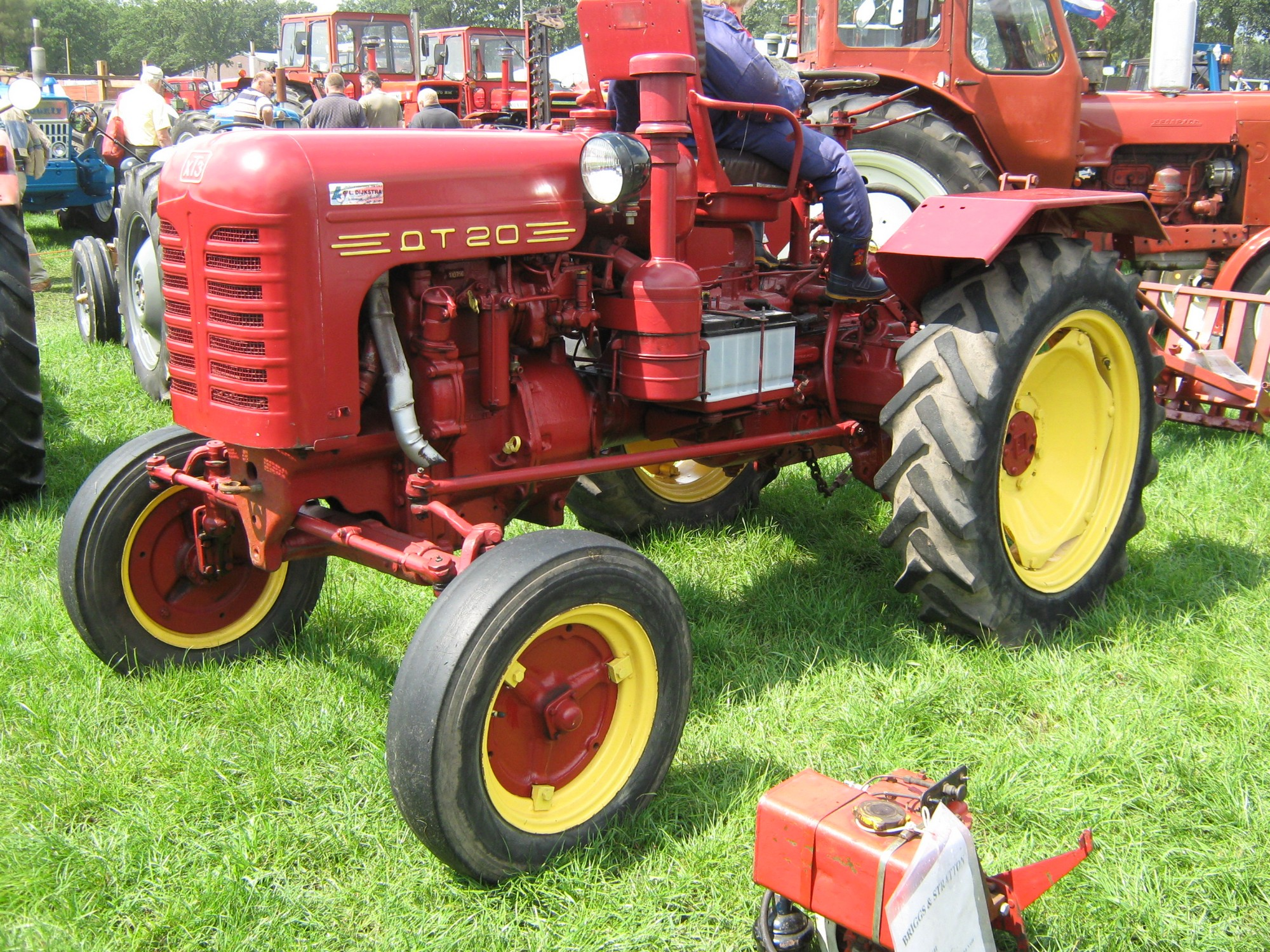
Restaurierter DT-20, der Fahrersitz ist so gedreht, dass der Traktor rückwärts fährt (2009)

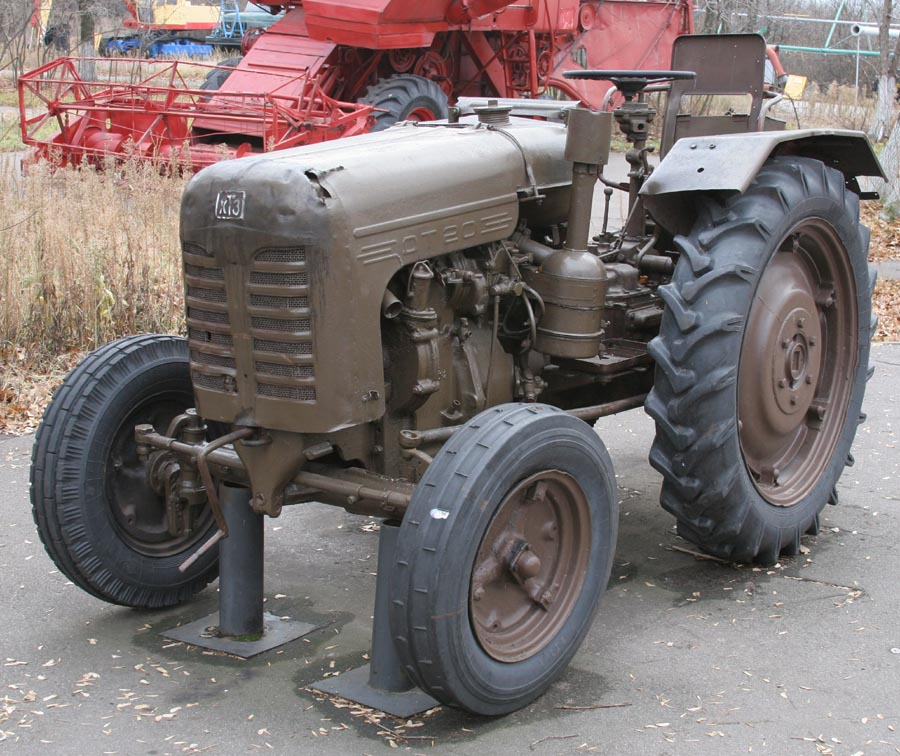
Ein DT-20 in einem russischen Museum (2008)

Parallel zur Fertigung des Vorgängers DT-14 begann das Charkowski Traktorny Sawod im Jahr 1958 den DT-20 herzustellen. Der Traktor ähnelt optisch wie technisch stark seinem Vorgänger, jedoch wurden einige Änderungen vorgenommen. So wurde die dauerhaft abrufbare Motorleistung von 14 auf 18 PS gesteigert. Daneben gab es Änderungen am Kurbelgehäuse sowie am verbauten Schaltgetriebe. An der Karosserie wurden nur Details verändert, darunter der seitliche Schriftzug (nun DT-20 statt wie zuvor DT-14). Außerdem änderten sich die Einstellmöglichkeiten der Spur des Fahrzeugs leicht. Die Besonderheit des drehbaren Fahrersitzes, wie er schon bei den Vorgängern verbaut wurde, blieb erhalten. Somit kann der Traktor rückwärts wie vorwärts gefahren werden, das Getriebe hat für beide Richtungen vier Gänge.
Die Serienfertigung lief bis 1969, dann wurde die Produktion zu Gunsten des neuen T-25 eingestellt. Bis zu diesem Zeitpunkt wurden 248.400 Maschinen vom Typ DT-20 gefertigt, einige Fahrzeuge sind museal erhalten geblieben oder auch noch im Gebrauch. Der T-25 wurde noch bis 2018 nahezu unverändert gefertigt, allerdings nicht mehr im Charkowski Traktorny Sawod.

## Modellvarianten
Über die Produktionszeit hinweg gab es verschiedene Modellvarianten, wovon einige nachfolgend aufgeführt sind.
- DT-20-S1 – Modell mit hohen aber schmalen Hinterreifen der Größe 8-32, das vor allem im Anbau von Kartoffeln und ähnlichen Kulturen, die in Furchen oder Reihen angebaut werden eingesetzt wurde.
- DT-20-S2 – Fahrzeug mit hinterer Bereifung der Größe 10-28, für allgemeine Aufgaben sowie im Transport eingesetzt.
- DT-20-S3, -S4 und -S5 – Exportmodelle, unter anderem erkennbar an breiteren Kotflügeln.
- DT-20W – Bei diesem Spezialtraktor wurden die Reifen komplett durch ein Kettenfahrwerk ersetzt. Er war für die Verwendung in Weinbergen gedacht.
- DT-20K – Die Bodenfreiheit wurde auf extreme 1,5 Meter erhöht, gleichzeitig, damit das Fahrzeug nicht kippt, die Spurweite auf 2,1 Meter vergrößert. Der Traktor kann so Felder mit hohen Pflanzen durchfahren ohne sie abzuknicken.
- DT-20U – Version als Schmalspurschlepper für besonders enge Durchfahrten. Bei einer Gesamtbreite von nur 96 Zentimetern[4] wurde er unter anderem in der Viehwirtschaft eingesetzt, um Stallungen befahren zu können.

Einige Versionen wurden zusätzlich mit leichten Dächern ausgerüstet, die jedoch nur dem Schutz vor der Sonne dienten.

## Technische Daten
Die nachfolgenden Daten beziehen sich auf das Modell DT-20. Einzelne Werte schwanken je nach Quelle leicht.
- Motor: Einzylinder-Viertakt-Dieselmotor
- Motortyp: D-20
- Dauerleistung: 18 PS (13,2 kW) bei 1600 min−1
- Maximalleistung: 20 PS (14,7 kW) bei 1800 min−1[1]
- Hubraum: 1718 cm³
- Bohrung: 125 mm
- Hub: 140 mm
- Tankinhalt: 45 l
- spezifischer Kraftstoffverbrauch: 200 g/PSh
- Getriebe: handgeschaltetes Getriebe mit vier Vorwärts- und vier Rückwärtsgängen[5]
- Höchstgeschwindigkeit (vorwärts wie rückwärts):
  - erster Gang: 5,03 km/h
  - zweiter Gang: 6,52 km/h
  - dritter Gang: 8,22 km/h
  - vierter Gang: 15,7 km/h (17,65 km/h bei 1800 min−1)
- Zugkraft: 7,06 kN
- ausgestattet mit hydraulischer Anlage und Dreipunktaufhängung hinten
- Antriebsformel: 4×2

Abmessungen und Gewichte
- Länge: 2818 bis 3038 mm
- Höhe: maximal 1438 mm
- Breite: 1310 mm bei 1,1 m Spurweite
- Radstand: 1423 bis 1837 mm, je nach Einstellung der Spurweite und Bodenfreiheit
- Spurweite: verstellbar von 1100 bis 1400 mm
- Bodenfreiheit: verstellbar von 308 bis 515 mm
- Gesamtgewicht: 1560 kg